# موکروسوکی
موکروسوکی (به چکی: Mokrosuky) یک منطقهٔ مسکونی در جمهوری چک است که در ناحیه کلاتووی واقع شده‌است. موکروسوکی ۶٫۹۷ کیلومتر مربع مساحت و ۱۳۳ نفر جمعیت دارد و ۵۳۲ متر بالاتر از سطح دریا واقع شده‌است.